# إيفان بيكون
إيفان بيكون (بالإنجليزية: Evan Bacon)‏ هو فنان أمريكي، ولد في 22 نوفمبر 1997 في ويستيرفيل في الولايات المتحدة.